# Teresa Pascual i Soler
Teresa Pascual i Soler (Grau de Gandia, 3 de novembre de 1952) és una poeta valenciana. Llicenciada en Filosofia per la Universitat de València. Va treballar a l'IES Ausiàs March de Gandia fins al curs 2012/13, quan es va jubilar per centrar-se en la poesia. És membre del PEN Català, del PEN Club Internacional, de l'AELC i del CEIC Alfons el Vell de Gandia.
Segons expressa Dolors Cuenca, "la poesia de Teresa Pascual destaca dins de tot el panorama poètic català dels anys 80-90". Els trets principals del seu estil són: "la condensació, la brevetat, el retalls d'espais i temps concrets i quotidians per tal d'omplir-los de lirisme, el llenguatge col·loquial". La seva obra ha estat traduïda a l'alemany i al castellà.

## Obres
- Flexo. València: Gregal, 1988. Premi Senyoriu d'Ausiàs March, 1987.
- Les hores. València: Eliseu Climent, 1988. (Premi Vicent Andrés Estellés, 1988)
- Arena. València: Institució Alfons el Magnànim, 1993.
- Curriculum vitae. Vic: Eumo-Jardins de Samarcanda, 1996.
- El temps en ordre. Barcelona: Proa, 2002. (Premi de la Crítica Serra d'Or de poesia, 2003)
- Rebel·lió de la sal. Lleida: Pagès, 2008. (Premi de la Crítica Catalana de poesia, 2009; Premi de la Crítica dels Escriptors Valencians Manel Garcia Grau)
- Herències. Catarroja: Perifèric, 2012. Coautoria amb Àngels Gregori. (IV Premi Manel Garcia Grau)
- Teresa Pascual. Presentació de Neus Aguado. Barcelona: Generalitat de Catalunya-Departament de Cultura, 2013.
- València Nord. La Pobla de Farnals: Edicions del Buc, 2014.
- Vertical. Barcelona: Edicions 62, 2018. (Premi Ausiàs March, 2018)
- El temps en ordre. Poesia reunida 1988-2019. Prefaci de Rosa Maria Belda; postfaci d'Antònia Cabanilles. València: Institució Alfons el Magnànim, 2020.
- Tot passa baix. Cornellà de Llobregat: LaBreu Edicions, 2022. Col·lecció Alabatre, 122. (Premi Lletra d'Or 2023)

## Traduccions
- Die geordnete Zeit & Rebellion des Salzes [El temps en ordre & Rebel·lió de la sal]. Traducció a l'alemany de Tobias Burghardt i Juana Burghardt. Stuttgart: Delta, 2011.
- Rebelión de la sal. Traducció al castellà de Lola Andrés. Santa Coloma de Gramenet: La Garúa, 2020.

## Antologies
- Camp de mines. Poesia catalana del País Valencià 1980-1990. Edició i pròleg de Francesc Calafat. València: Edicions de la Guerra, 1991.
- Ligth off water Scottish. Edició de Iolanda Pelegrí i Anna Crowe. Edinburg: Poetry Library, 2007.
- Parlano le donne: poetesse catalane del XXI seculo. Edició de Donatella Siviero. Nàpols: Tulio Pironti, 2008.

## Com a traductora
- Hans Magnus Enzensberger. L'enfonsament del Titànic. València: Institució Alfons el Magnànim, 1994.
- Ingeborg Bachmann. Poesia completa. Traducció amb Karin Scepers Boedeker. València: Institució Alfons el Magnànim, 1995.
- Brigitte Oleschinski. Corrent d'esperits. Trad. amb Ramon Farrès i Mireia Vidal-Comte. Lleida: Pagès, 2008.

## Crítica
- Vosaltres les paraules: vint-i-cinc anys de poesia al País Valencià. Edició de Teresa Pascual i Lluïsa Julià. Alzira: Bromera, 2002.

## Premis
- L'any 2023 va guanyar el Premi Lletra d'Or pel seu llibre de poemes Tot passa baix, editat per LaBreu Edicions.[5]
- Al 2024 fou guanyadora Premi Roís de Corella a la trajectòria literària dins els Premis Literaris Ciutat de Gandia.[6]